# Manicomics
Manicomics é um fanzine brasileiro de histórias em quadrinhos criado em 1996 por JJ Marreiro, Daniel Brandão e Geraldo Borges.

## Histórico
Em 1996, buscando espaço para divulgar os quadrinhos da cena independente do Ceará, os artistas JJ Marreiro, Daniel Brandão e Geraldo Borges criaram o fanzine Manicomics. A publicação tinha 28 páginas em formato A5, todo em preto e branco e com capa cartonada.
Além de quadrinhos autorais dos três editores, o Manicomics abriu espaço para diversos artistas, tais como  E.C. Nickel, Antonio Eder, Allan Goldman, Eduardo Cardenas, Fred Macedo, Alexandre Lobão, Laudo Ferreira e Omar Viñole, entre diversos outros.
A última edição do fanzine foi a de número 34, lançada em 2006. A decisão fora anunciada no início do ano pelo editor JJ Marreiro, que explicou que os responsáveis pela publicação chegaram à conclusão de que não teriam condições de continuar mantendo a qualidade do Manicomics, já que não estava sendo possível conciliar sua produção com seus trabalhos.
Considerado um dos mais relevantes fanzines do Brasil, o Manicomics teve, além de suas 34 edições regulares, dois números especiais, completando um total de 43 mil exemplares distribuídos ao longo de seus dez anos.

## Prêmios
O Manicomics ganhou o Troféu HQ Mix de melhor fanzine em 2002, 2005 e 2006, o Prêmio DB Artes de melhor edição independente em 2004 e o Troféu Alfaiataria de Fanzines em 2007.